# Isohypsibius gyulai
Isohypsibius gyulai är en djurart som tillhör fylumet trögkrypare, och som först beskrevs av Mihelcic 1971.  Isohypsibius gyulai ingår i släktet Isohypsibius och familjen Hypsibiidae. Inga underarter finns listade i Catalogue of Life.